# Парабадминтон
Парабадминтон је варијанта бадминтона за спортисте са низом физичких инвалидитета. Светска федерација бадминтона (БВФ) је главно руководеће тело за парабадминтон од јуна 2011. Спортом је управљала Светска парабадминтон федерација (ПБВФ) до једногласне одлуке да се придружи БВФ током састанка у Дортмунду у јуну 2011.

## Класификација
Играчи су класификовани у шест  различитих класа које одређује БВФ:

### Инвалидска колица
- WH1
Играчи у овој класи су они који имају оштећење и доњих екстремитета и функције трупа и којима су потребна инвалидска колица за игру
- WH2
Играчи имају оштећење једног или оба доња уда и минимално или никакво оштећење трупа и такође им требају инвалидска колица

### Стајање
- SL3
Играчи имају оштећење једног или оба доња уда и лошу равнотежу ходања/трчања
- SL4
Играчи имају оштећење једног или оба доња уда и минимално оштећење равнотеже ходања/трчања (боље ходање/трчање у поређењу са SL3)
- SU5
Играчи имају оштећење горњих удова.

### Ниског раста
- SH6
Играчи у овој класи имају низак раст узрокован ахондроплазијом или другим генетским стањима.

## Такмичења
БВФ организује двогодишње Светско првенство у парабадминтону у непарним годинама и континентално првенство у парним годинама. Парабадминтон се такође појављује у другим вишеспортским догађајима као што су Азијске параигре и АСЕАН Параигре.
Парабадминтон је такође представљен на Параолимпијским играма 2020. у Токију.